# Кугуль
Кугуль (баш. Күгел) — деревня в Благоварском районе Республики Башкортостан Российской Федерации. Входит в состав Тановского сельсовета. 

## География

### Географическое положение
Расстояние до:
- районного центра (Языково): 18 км,
- центра сельсовета (Тан): 3 км,
- ближайшей ж/д станции (Благовар): 33 км.

## Население
| 2002 | 2009 | 2010 |
| ---- | ---- | ---- |
| 97   | ↘77  | ↘71  |

Согласно переписи 2002 года, преобладающая национальность — башкиры (85 %).